# Бузова, Ольга Игоревна
О́льга И́горевна Бу́зова (в период брака Тара́сова; род. 20 января 1986, Ленинград, СССР) — российская певица, телеведущая, актриса театра и кино, дизайнер. Участница, а позднее ведущая реалити-шоу «Дом-2» на телеканале «ТНТ»; с декабря 2008 по апрель 2021 года — шеф-редактор журнала «Мир реалити-шоу. Дом-2». Лауреатка музыкального фестиваля «Песня года» (2023).

## Биография

### 1986—2003: детство и юность
Родилась 20 января 1986 года в Ленинграде. Отец — Игорь Дмитриевич Бузов (род. 26 ноября 1967), — бывший военнослужащий, мать — Ирина Александровна Бузова (род. 24 марта 1968), — стоматолог, заместитель главного врача в 17-й стоматологической районной поликлинике Петербурга. В 2009 году родители Бузовой развелись. У Ольги также есть младшая сестра Анна (род. 27 июня 1988). Бабушка Ольги (мама Ирины Александровны) — Алла Тимофеевна (род. 12 декабря 1938), живёт в Клайпеде, Литва.
В 2002 году окончила школу № 631 в Санкт-Петербурге и затем поступила на географический факультет СПбГУ (выпуск 2008 года). Владеет 4 языками: английским, итальянским, литовским и немецким.

### 2004—2008: участница проекта «Дом-2»
На телешоу «Дом-2» попала в 2004 году, когда ей было 18 лет. Провела на проекте в качестве участницы четыре года, по итогам зрительского голосования была признана лучшей участницей за всю историю телепроекта.
В 2007 году восковые фигуры самых популярных участников «Дома-2» Ольги Бузовой и Романа Третьякова появились в Московском музее восковых фигур. За четыре года жизни в «Доме-2» в качестве участницы написала две книги «Роман с Бузовой» и «Дело в шпильке. Советы стильной блондинки».
За время пребывания на проекте «Дом-2» участвовала в нескольких медиапроектах в качестве ведущей.
В 2005—2006 годах совместно с Романом Третьяковым вела на телеканале «ТНТ» молодёжное ток-шоу «Роман с Бузовой». Радио «Попса» предложило им вести каждую субботу собственное ток-шоу на радио с таким же названием — «Роман с Бузовой».
С сентября 2007 года стала ведущей собственной рубрики «Осторожно, стилисты!» в программе «Утро на ТНТ». Ведущая телешоу в компьютерной игре «Чёрная метка». В 2007 году была ведущей 7-го международного конкурса красоты «Мисс Русское радио 2007».
С декабря 2008 по апрель 2021 года была ведущей реалити-шоу «Дом-2».
За последние годы принимала участие в съёмках других программ телеканала «ТНТ», таких как «Cosmopolitan. Видеоверсия», «Атака клоунов», «Ребёнок-робот», «Такси», «Битва экстрасенсов». Неоднократно становилась гостем телепередач других телеканалов — Муз-ТВ, MTV Россия, НТВ и других.

### Дальнейшая карьера телеведущей
С ноября 2008 года начала сольную деятельность, гастролирует по России и ближнему зарубежью. Её песни представлены в альбоме «Звёзды Дом 2. Законы любви».
В рамках популяризации волонтёрского движения в 2009 году являлась ведущей и участницей специального агитационного состава «Поезд молодёжи» под эгидой министерства спорта, туризма и молодёжной политики РФ.
В 2009 году заменила Алексея Куличкова в одном из выпусков программы «Такси».
По итогам 2009 года вошла в тройку лучших телеведущих страны (по версии KP.RU).
Выпустила несколько коллекций одежды совместно с брендом С&С.
В 2012 году приняла участие в шоу «Танцы со звёздами» на телеканале «Россия 1», партнёром был Андрей Карпов.
Осенью 2014 года принимала участие в проекте «Я смогу!» на телеканале «Россия 1».
С ноября по декабрь 2017 года являлась одной из ведущих дневной программы «Бабий бунт» на «Первом канале». Позднее программа была закрыта «из-за катастрофически низких рейтингов».
22 марта 2018 года начала снимать регулярные влоги на своём YouTube-канале.
4 апреля 2018 года анонсировала запуск собственной криптовалюты «Бузкоин», которую она вместе со своей командой создала на платформе Buzar.
10 июня 2018 года открыла свой ресторан BUZ.Food. 2 сентября 2018 года открыла второй ресторан в Москве. Партнёр — Карен Мелконян.
В июле 2018 года Бузова оказалась на шестом месте в рейтинге Forbes «50 звёзд шоу-бизнеса и спорта» .
26 августа 2018 года на телеканале «ТНТ» стартовало шоу «Замуж за Бузову». В том же году вышла программа «Бородина против Бузовой».
13 октября 2019 года стартовало шоу «План Б», где Бузова совместно с Тимуром Батрутдиновым искала себе партнёра.
С сентября по декабрь 2020 года участвовала в седьмом сезоне шоу «Ледниковый период». Её партнёром был олимпийский чемпион в танцах на льду Дмитрий Соловьёв. Первый выпуск шоу вышел на «Первом канале» 3 октября 2020 года. Пара получила «Приз зрительских симпатий».
В октябре 2020 года получила два сертификата от Книги рекордов России. Первый за самое большое количество подписчиков на территории России и СНГ, а второй — как самая влиятельная девушка, имеющая самое большое количество подписчиков в Инстаграм.
С 18 сентября 2021 года по 24 декабря 2023 года являлась ведущей экстремального реалити-шоу «Звёзды в Африке» на телеканале «ТНТ» совместно с Михаилом Галустяном. Съёмки проекта проходили в ЮАР в провинции Лимпопо. Всего в эфир вышло 5 сезонов реалити-шоу.
9 октября 2021 года состоялась премьера утреннего шоу «Бузова на кухне» на телеканале «ТНТ», в рамках которого Ольга Бузова в непринужденной обстановке и под чутким руководством шеф-повара Алексея Васильчука учится кулинарному искусству. В каждом выпуске к телеведущей в студию приходит знаменитость, которая в конце программы пробует блюдо, приготовленное Бузовой. Проект просуществовал до июня 2022 года.
С 10 сентября по 24 декабря 2022 года в эфире телеканала «ТНТ» выходило другое кулинарное шоу — «Звёздная кухня», ведущей которого была Ольга Бузова. Формат проекта отличался от шоу «Бузова на кухне» тем, что теперь знаменитости должны будут приготовить блюда, которые видят на экране, а в конце выпуска их оценивают популярные фудблогеры и выбирают лучшие.
С 19 февраля по 3 июня 2024 года являлась ведущей ток-шоу «Это нормально?» на телеканале «ТНТ» совместно с Дмитрием Дибровым. В 2024 году стала участницей «Всемирного фестиваля молодежи».
10 марта 2024 года на телеканале «ТНТ» вышел первый сезон нового приключенческого реалити-шоу «Сокровища императора», съёмки которого проходили осенью 2023 года в Китае. Ведущими проекта вновь стали Ольга Бузова и Михаил Галустян. В октябре 2024 года было объявлено о начале съёмок второго сезона. Премьера состоялась 6 апреля 2025 года.
Летом 2024 года стало известно, что реалити-шоу «Звёзды в Африке» выйдет под другим названием «Звёзды в Джунглях». Съёмки нового шоу проходили в июле в Колумбии. Ведущими проекта стали Ольга Бузова и Михаил Галустян. Показ первого сезона проходил с 22 сентября по 29 декабря 2024 года на телеканале «ТНТ».
В 2025—2026 годах станет ведущей музыкального проекта «Фактор голоса» на ТНТ.

## Музыкальная карьера
В 2011 году начала музыкальную деятельность. Первым синглом стала песня «Не забывай», исполненная дуэтом с рэпером T-killah. Помимо пения занимается диджеингом.
В 2016 году выпустила первую сольную песню «Под звуки поцелуев», которая в первые два дня попала на первое место чарта iTunes в России.
В феврале 2017 года впервые выступила на «Big Love Show» в «Олимпийском».
12 июня 2017 года стала хедлайнером концерта ко Дню России на Дворцовой площади в Санкт-Петербурге. Через месяц Бузова впервые вступила на фестивале «VK Fest».
В июле 2017 года совместно с Настей Кудри впервые выступила на международном музыкальном фестивале «Жара» в Баку и на крупнейшем российском опен-эйре «Europa Plus Live».
В сентябре 2017 года выступила на открытии музыкального фестиваля «Новая волна».
6 октября 2017 года представила свой дебютный студийный альбом «Под звуки поцелуев». 2 и 3 ноября 2017 года состоялась премьера первого концертного шоу «Под звуки поцелуев» в Санкт-Петербурге и Москве. После премьеры певица отправилась в тур по городам России и странам СНГ.
В мае 2018 года певица была удостоена специальной награды «Ольга Бузова года» на «Премии RU.TV».
8 июня 2018 года получила свою первую награду на «Премии Муз-ТВ» в номинации «Лучшая песня рунета».
В июле 2018 года впервые выступила на главной сцене фестиваля «VK Fest» в Санкт-Петербурге.
5 октября 2018 года выпустила свой второй студийный альбом «Принимай меня». 18 ноября 2018 года в концертном зале «Крокус Сити Холл» в Москве представила второе сольное шоу «Принимай меня». 12 декабря того же года состоялась премьера шоу в Ледовом дворце в Санкт-Петербурге. После премьеры новой концертной программы Бузова отправилась в тур по городам России и странам СНГ.
На второй музыкальной премии «Жара Music Awards 2019» получила награду в номинации «Ты просто Cosmo».
25 мая 2019 года получила награду «Фан или Профан» на «Премии RU.TV».
В июле 2019 года впервые выступила на сцене международного фестиваля «Славянский базар» в Витебске.
14 ноября 2019 года в «Известия Hall» в Москве дала последний сольный концерт с шоу «Под звуки поцелуев». Через неделю дала последний концерт «Под звуки поцелуев» в клубе «A2» в Санкт-Петербурге.
В январе 2020 года удостоилась сразу трёх платиновых сертификаций. Платиновыми стали альбомы «Под звуки поцелуев» и «Принимай меня», а также хит «Мало половин».
4 марта 2020 года стало известно, что Ольга Бузова станет одной из четырёх ведущих «Премии Муз-ТВ 2020» в июне, однако из-за пандемии коронавируса премия была отменена.
В мае 2020 года во второй раз подряд получила награду «Фан или Профан» от телеканала «RU.TV».
В начале 2021 года принимала участие во втором сезоне шоу «Маска» на телеканале «НТВ» в образе Розовой Пантеры. Покинула проект в 6 выпуске, оставшись неразгаданной.
В июне 2021 года приняла участие в творческом вечере Дмитрия Маликова в рамках международного музыкального фестиваля «Жара 2021».
5 августа 2021 года, на своей странице в Instagram, объявила о старте продажи билетов на свое третье концертное шоу под названием «Вот она я». Шоу было запланировано к премьере 28 октября 2021 года в «Крокус Сити Холл» в Москве, но из-за пандемии коронавируса премьеру шоу перенесли на 2022 год.
В августе 2021 года приняла участие в творческом вечере Димы Билана в рамках музыкального фестиваля «Новая волна». В дуэте с Биланом Ольга исполнила песню «Пьяная любовь».
В сентябре 2021 года участвовала в шоу «Дуэты» на телеканале «Россия-1», где совместно с Татьяной Булановой исполнила песню «Сильная женщина».
8 октября 2021 года состоялся релиз третьего и последнего в российской попсе студийного альбома «Вот она я». В альбом вошла 21 песня, среди которых присутствуют такие известные треки певицы, как «Вот она я», «Без дел», «Водица», «Танцуй под Бузову», «#Лайкер».
В октябре 2021 года стала наставницей в первом сезоне белорусского проекта «Х-Фактор. Беларусь» на телеканале «Беларусь 1». Победителем сезона стал Андрей Панисов, наставницей которого была Ольга Бузова.
24 октября 2021 года выступила на открытии «Чемпионата мира по боксу 2021» в Белграде. Певица исполнила «Катюшу» и «Not Enough For Me».
28 февраля 2022 года на премии «Жара Media Awards 2022» получила награду в номинации «Media персона».
В марте 2022 года вошла в состав жюри программы «Талант» на телеканале «Пятница!».
На пятой музыкальной премии на премии «Жара Music Awards 2022» получила награду в номинации «Трендсеттер года».
4 июня 2022 года состоялась премьера шоу «Вот она я» в концертном зале «Крокус Сити Холл» в Москве. В августе этого же года отправилась в тур по городам России и странам СНГ.
28 октября 2022 года состоялась премьера второго сезона белорусского проекта «Фактор. BY», где Ольга во второй раз стала наставницей.
Зимой 2023 года в некоторых выпусках была членом жюри программы «Конфетка» на телеканале «ТНТ».
На шестой музыкальной премии на премии «Жара Music Awards 2023» получила награду «Шоу года» за концертное шоу «Вот она я».
В сентябре 2023 года сингл «Верни» получил платиновую сертификацию. Цифровые продажи трека превысили в 100, 000 экземпляров.
5 октября 2023 года состоялась премия «Жара Media Awards 2023», где Ольга Бузова получила две награды: «Инфлюенсер года» и «Видео года».
С 20 октября 2023 года по 26 января 2024 года была наставницей третьего сезона белорусского проекта «Фактор. BY».
24, 25 и 26 ноября 2023 года показала сразу три свои концертные программы: «Под звуки поцелуев», «Принимай меня» и «Вот она я» в «Известия Hall» в Москве. Через пару дней, 28 ноября, состоялась долгожданная премьера шоу «Вот она я» в Санкт-Петербурге.
В декабре 2023 года получила первую награду на фестивале «Песня года» за сингл «Верни».
В октябре 2024 года в четвёртый раз стала наставницей белорусского проекта «Фактор. BY».

## Актёрская деятельность
В августе 2008 года дебютировала как актриса в сериале «Универ» на телеканале «ТНТ» в эпизодической роли интернет-знакомой Эдуарда Кузьмина.
В октябре 2010 года состоялся театральный дебют. Ольга Бузова совместно с Анастасией Стоцкой и Тамарой Цацанашвили играла в пьесе австралийского драматурга Габриэля Барилли «Медовый месяц». Позднее Бузова заменила актрису Марию Кожевникову в постановке «Шикарная свадьба».
В 2017 году Ольгу Бузову пригласили играть в спектакле «Мужчина нарасхват». Премьера спектакля с Бузовой в одной из главных ролей состоялась вечером 21 марта в Театриуме на Серпуховке в Москве. Партнёрами Бузовой выступили Антон Лирник, Сергей Писаренко и Евгений Никишин.
В 2021 году Ольга Бузова дебютировала на сцене Московского Художественного академического театра имени М. Горького, исполнив роль певицы кабаре Беллы Шанталь в спектакле про молодость Иосифа Сталина «Чудесный грузин». Художественный руководитель МХАТ Эдуард Бояков заявил, что кандидатура Ольги Бузовой идеально подходит под её роль и что актриса будет не только воплощать на сцене образ «опереточной брошенной девицы», но и «образ самой себя». Дебют Ольги Бузовой на сцене МХАТ вызвал волну критики: сенатор Алексей Пушков назвал его «апофеозом пошлости», а глава КПРФ обратился в Министерство культуры с просьбой разобраться с появлением Бузовой на сцене МХАТа. Режиссёр Антон Адасинский прекратил сотрудничество со МХАТ, заявив, что «не хочет, чтобы его имя и имя его театра были в одной новостной с именем порно-актрисы». Актёр Сергей Безруков, выступая на «Фабрике Станиславского», оценил дебют Бузовой словами «хорошо, что Станиславский до этого не дожил». В ноябре 2021 года она примет участие ещё в двух спектаклях. 17 ноября стало известно, что Кехман снял с репертуара спектакль «Чудесный грузин».

## Блог в Инстаграме
Имеет более 20 млн подписчиков в Инстаграме (@buzova86). В 2019 году её аккаунт в Инстаграме находился на 5 месте в рейтинге влиятельности, рассчитываемом российской компанией «Медиалогия». Исследователи Витковская Н. Г. и Исакова Т. Б. в научной работе, посвященной блогам в Инстаграме, отмечают такие особенности блога Бузовой, как отсутствие основной темы у её страницы, посты в блоге пишутся каждый день и посвящены её творчеству, поляризация комментариев к блогу (от негодования до поддержки), сотрудничество со звездами эстрады и люксовыми брендами одежды, проведение среди подписчиков конкурсов с призами, поддержание Бузовой ироничного отношения к себе как к певице и артистке.

## Оценки
А. Е. Кощеев в статье «Гламур в пространстве современной эстрады» утверждает, что:
Образ Ольги Бузовой представляется, по сути, некоторым стереотипным стандартом поп-исполнителя, выражающимся в следующих чертах: песни с тривиальным содержанием и музыкой, вызывающее поведение на сцене и экране, личная жизнь напоказ, стремление быть замеченной в различных скандалах и конфликтах.
Т. Н. Новожилова в своей научной работе, анализирующей ценности разных поколений, делает вывод, что «если для старшего поколения, например, Ольга Бузова — воплощение распущенности и вульгарности, то для молодёжи „поколения Z“ — символ успеха и финансовой независимости».
Исследователи О. А. Логунова и П. А. Лебедев в статье, посвященной «digital-селебрити» видят феномен успеха Ольги Бузовой «в идеальной „обычности“» и утверждают, что она стала ярким примером «ординарной знаменитости, не обладающей никакими явными талантами, при этом её зона квазиэкспертизы распространяется на такие сферы, как красота, мода, музыка и, с недавних пор, театр».

## Общественная позиция
Бузова неоднократно выступала в поддержку ЛГБТ-сообщества: давала концерты в гей-клубах, высказывалась против гомофобии, держала в руках радужный флаг. В июле 2020 года она написала пост в своём блоге в Instagram в поддержку представителей ЛГБТ-сообщества. Бузова рассказала о своём опыте общения с представителями секс-меньшинств, призналась им в любви, заявив «я обожаю геев, лесбиянок и трансгендеров», считает, что в России должны быть легализованы однополые браки.
В 2021 году Бузова заявила, что поддерживает действующую власть и президента Владимира Путина.
В 2022 году поддержала вторжение России на Украину, посетила оккупированные территории Украины, высмеяла россиян, покинувших Россию из-за войны с Украиной, продвигала символ российского вторжения в социальных сетях. В июне 2023 года были отменены все два запланированных концерта Бузовой в Израиле из-за протестов активистов, которые обвинили Бузову в поддержке российской агрессии против Украины.

## Санкции
В июле 2017 года из-за гастролей в аннексированном Крыму Бузову внесли в базу «Миротворец» за «сознательное нарушение государственной границы Украины» и «незаконную гастрольную деятельность на территории оккупированного Россией Крыма».
19 октября 2022 года на фоне вторжения России на Украину внесена в санкционные списки Украины за «поддержку путинского режима». Санкции предполагают блокировку активов, полное прекращение коммерческих операций, остановку выполнения экономических и финансовых обязательств. Также была внесена ФБК в список коррупционеров и разжигателей войны, так как она «принимала участие в пророссийской пропагандистской кампании на оккупированных Россией территориях Украины».

## Личная жизнь
26 июня 2012 года состоялась свадьба с футболистом Дмитрием Тарасовым. 30 декабря 2016 года брак был расторгнут.
С 7 августа 2019 года состояла в отношениях с Давидом Манукяном. 22 января 2021 года Ольга объявила о расставании.

## Дискография

### Студийные альбомы
| Название           | Детали                                                                                           |
| ------------------ | ------------------------------------------------------------------------------------------------ |
| Под звуки поцелуев | - Релиз: 6 октября 2017 - Лейбл: Archer Music Production LLC - Формат: CD • Цифровая дистрибуция |
| Принимай меня      | - Релиз: 5 октября 2018 - Лейбл: Archer Music Production LLC - Формат: CD • Цифровая дистрибуция |
| Вот она я          | - Релиз: 8 октября 2021 - Лейбл: Archer Music Production LLC - Формат: CD • Цифровая дистрибуция |

### Микстейпы
| Название             | Информация                                                                               | Примечание |
| -------------------- | ---------------------------------------------------------------------------------------- | --- |
| SWIPE (Remixes) — EP | - Релиз: 20 мая 2020 - Лейбл: Archer Music Production LLC - Формат: Цифровая дистрибуция | \| № \| Название \| Длительность \| \| ------------------- \| ------------------------------ \| ------------ \| \| 1. \| «SWIPE» (MARLI Remix) \| 4:34 \| \| 2. \| «SWIPE» (Like Post Remix) \| 4:00 \| \| 3. \| «SWIPE» (M-DimA Remix) \| 3:56 \| \| 4. \| «SWIPE» (Andrey Knyazev Remix) \| 3:14 \| \| 5. \| «SWIPE» (Vozhzhov Remix) \| 3:23 \| \| 6. \| «SWIPE» (DJ Steel Alex Remix) \| 4:30 \| \| Общая длительность: \| Общая длительность: \| 22:57 \| |
| №                    | Название                                                                                 | Длительность |
| 1.                   | «SWIPE» (MARLI Remix)                                                                    | 4:34 |
| 2.                   | «SWIPE» (Like Post Remix)                                                                | 4:00 |
| 3.                   | «SWIPE» (M-DimA Remix)                                                                   | 3:56 |
| 4.                   | «SWIPE» (Andrey Knyazev Remix)                                                           | 3:14 |
| 5.                   | «SWIPE» (Vozhzhov Remix)                                                                 | 3:23 |
| 6.                   | «SWIPE» (DJ Steel Alex Remix)                                                            | 4:30 |
| Общая длительность:  | Общая длительность:                                                                      | 22:57 |

### Синглы
| Название                                                 | Альбом                            | Дата релиза | Год  |
| -------------------------------------------------------- | --------------------------------- | ----------- | ---- |
| «Не забывай» (совместно с T-Killah)                      | BOOM (альбом T-Killah)            | 15 июня     | 2011 |
| «Всё для тебя» (совместно с Дмитрием Тарасовым)          | без альбома                       | 5 февраля   | 2016 |
| «Если…» (совместно с Клавой Кокой)                       | без альбома                       | 18 мая      | 2016 |
| «Привыкаю»                                               | Под звуки поцелуев                | 19 января   | 2017 |
| «Люди не верили»                                         | Под звуки поцелуев                | 10 апреля   | 2017 |
| «Нам будет жарко» (совместно с Настей Кудри)             | Без прелюдий (альбом Насти Кудри) | 19 мая      | 2017 |
| «Мало половин»                                           | Под звуки поцелуев                | 5 июня      | 2017 |
| «Хит-парад»                                              | Под звуки поцелуев                | 8 сентября  | 2017 |
| «Неправильная»                                           | Под звуки поцелуев                | 1 декабря   | 2017 |
| «WIFI»                                                   | Принимай меня                     | 15 декабря  | 2017 |
| «Бери меня»                                              | Под звуки поцелуев                | 9 апреля    | 2018 |
| «Тоже музыка (GazLive Шоу)»                              | Принимай меня                     | 20 апреля   | 2018 |
| «Чемпион»                                                | Принимай меня                     | 18 мая      | 2018 |
| «Принимай меня»                                          | Принимай меня                     | 27 августа  | 2018 |
| «На Доме-2 (ЛОVА ЛОVА)» (совместно с Витей АК)           | без альбома                       | 8 ноября    | 2018 |
| «Танцуй под Бузову»                                      | Вот она я                         | 31 декабря  | 2018 |
| «Очень хорошо»                                           | без альбома                       | 20 января   | 2019 |
| «Эгоистка»                                               | Принимай меня                     | 28 февраля  | 2019 |
| «Водица»                                                 | Вот она я                         | 4 июня      | 2019 |
| «#Лайкер»                                                | Вот она я                         | 2 августа   | 2019 |
| «Не виновата»                                            | Без альбома                       | 4 декабря   | 2019 |
| «Мандаринка» (совместно с DAVA)                          | Без альбома                       | 24 декабря  | 2019 |
| «Давай останемся дома»                                   | Без альбома                       | 2 апреля    | 2020 |
| «Орбит без сахара»                                       | Без альбома                       | 4 июня      | 2020 |
| «Mira me bebè» (совместно с Джаро & Ханза)               | Без альбома                       | 28 июля     | 2020 |
| «Снежинки» (совместно с DAVA)                            | Без альбома                       | 18 декабря  | 2020 |
| «Колбаса»                                                | Чумовой Новый год (OST)           | 31 декабря  | 2020 |
| «АтоМы»                                                  | Принимай меня                     | 25 марта    | 2021 |
| «Так сильно» (совместно с Аней Pokrov)                   | без альбома                       | 5 апреля    | 2021 |
| «Без дел»                                                | Вот она я                         | 10 сентября | 2021 |
| «Игрушка»                                                | без альбома                       | 16 декабря  | 2021 |
| «Не буди во мне зверя»                                   | без альбома                       | 20 января   | 2022 |
| «Baby Tonight»                                           | без альбома                       | 20 мая      | 2022 |
| «Антитела»                                               | без альбома                       | 2 сентября  | 2022 |
| «Заплачу»                                                | без альбома                       | 20 января   | 2023 |
| «Верни»                                                  | без альбома                       | 21 апреля   | 2023 |
| «Позови»                                                 | без альбома                       | 15 сентября | 2023 |
| «НЕОН»                                                   | без альбома                       | 19 января   | 2024 |
| «Гамбит»                                                 | без альбома                       | 15 мая      | 2024 |
| «Made in Russia»                                         | без альбома                       | 13 сентября | 2024 |
| «Такси» (совместно с Олегом Майами)                      | без альбома                       | 1 ноября    | 2024 |
| «Гуляй страна» (совместно с ALEX&RUS)                    | без альбома                       | 20 декабря  | 2024 |
| «Неверная»                                               | без альбома                       | 7 февраля   | 2025 |
| «Страна Аления» (совместно с группой «Дискотека Авария») | без альбома                       | 24 апреля   | 2025 |
| «In Love» (совместно с Леонидом Руденко)                 | без альбома                       | 15 августа  | 2025 |

### Промосинглы
| Название                                         | Альбом                  | Дата релиза    | Год  |
| ------------------------------------------------ | ----------------------- | -------------- | ---- |
| «Под звуки поцелуев»                             | Под звуки поцелуев      | 14 ноября      | 2016 |
| «Улететь»                                        | Под звуки поцелуев      | 24 апреля      | 2017 |
| «Not Enough for Me»                              | Под звуки поцелуев      | 25 августа     | 2017 |
| «Мои люди всегда со мной»                        | без альбома             | 3 ноября       | 2017 |
| «Одна ночь»                                      | Принимай меня           | 20 января      | 2018 |
| «Она не боится»                                  | Принимай меня           | 8 марта        | 2018 |
| «Ночь текила»                                    | Принимай меня           | 13 июля        | 2018 |
| «Миром правит любовь»                            | без альбома             | 16 ноября      | 2018 |
| «Поцелуй на балконе» (совместно с Лёшей Свиком)  | без альбома             | 8 марта        | 2019 |
| «Женское слово»                                  | без альбома             | 22 марта       | 2019 |
| «Вот она я»                                      | Вот она я               | 6 сентября     | 2019 |
| «Я ещё верю»                                     | План «Б» ТНТ (OST)      | 11 октября     | 2019 |
| «В огне»                                         | без альбома             | 20 января      | 2020 |
| «SWIPE»                                          | Вот она я               | 4 марта        | 2020 |
| «Сука весна» / «Скука весна»                     | без альбома             | 5 мая / 12 мая | 2020 |
| «X.O» (кавер-версия на песню The Limba & Andro)  | без альбома             | 25 августа     | 2020 |
| «Проблема»                                       | без альбома             | 10 сентября    | 2020 |
| «Ненормальный вайб»                              | без альбома             | 9 октября      | 2020 |
| «Хейт»                                           | без альбома             | 12 ноября      | 2020 |
| «Розовые очки»                                   | Вот она я               | 20 января      | 2021 |
| «Грустный трек»                                  | Вот она я               | 12 февраля     | 2021 |
| «Завязывай»                                      | Вот она я               | 18 июня        | 2021 |
| «Женская доля»                                   | Вот она я               | 30 июля        | 2021 |
| «Код любви»                                      | Вот она я               | 24 сентября    | 2021 |
| «Выключим рассвет»                               | Вот она я               | 8 октября      | 2021 |
| «Я не знакомлюсь»                                | Вот она я               | 12 октября     | 2021 |
| «Спойлер»                                        | Вот она я               | 14 октября     | 2021 |
| «Танцы на слезах»                                | Вот она я               | 8 ноября       | 2021 |
| «Делай как Бузова» (совместно с Евгеничем)       | Евгенич (OST)           | 3 декабря      | 2021 |
| «Делать добро»                                   | без альбома             | 14 апреля      | 2022 |
| «Михаил» (совместно с Михаилом Галустяном)       | без альбома             | 8 июля         | 2022 |
| «Худи»                                           | без альбома             | 25 ноября      | 2022 |
| «Ультрафиолет»                                   | «КОНФЕТКА» на ТНТ (OST) | 4 марта        | 2023 |
| «Верни» (Romantic Version)                       | без альбома             | 7 июля         | 2023 |
| «Под звуки поцелуев 2.0» (совместно с Alex Say)  | без альбома             | 20 января      | 2025 |
| «Made in Russia» (совместно с Надеждой Бабкиной) | без альбома             | 11 апреля      | 2025 |

## Музыкальные видео
| Клип/Mood Video                                                  | Режиссёр(ы)                          | Альбом                            | Год  |
| ---------------------------------------------------------------- | ------------------------------------ | --------------------------------- | ---- |
| «Не забывай» (совм. с T-killah)                                  | Константин Черепков                  | Boom (альбом T-killah)            | 2011 |
| «Всё для тебя» (совм. с Дмитрием Тарасовым)                      | Мария Скобелева                      | без альбома                       | 2016 |
| «Если…» (совм. с Клавой Кокой)                                   | Виктор Абрамов                       | без альбома                       | 2016 |
| «Привыкаю» (Mood Video)                                          | Алексей Голубев                      | Под звуки поцелуев                | 2017 |
| «Привыкаю»                                                       | Алексей Голубев                      | Под звуки поцелуев                | 2017 |
| «Люди не верили»                                                 | Евгений Кудин                        | Под звуки поцелуев                | 2017 |
| «Нам будет жарко» (совм. с Настей Кудри)                         | Serghey Grey                         | Без прелюдий (альбом Насти Кудри) | 2017 |
| «Мало половин»                                                   | Алексей Голубев                      | Под звуки поцелуев                | 2017 |
| «Хит-парад»                                                      | Мария Скобелева                      | Под звуки поцелуев                | 2017 |
| «Неправильная»                                                   | Мария Скобелева                      | Под звуки поцелуев                | 2017 |
| «WI-FI»                                                          | Алексей Голубев                      | Принимай меня                     | 2018 |
| «Бери меня»                                                      | Мария Скобелева                      | Под звуки поцелуев                | 2018 |
| «Тоже музыка (GazLive Шоу)»                                      | Василий Вакуленко                    | Принимай меня                     | 2018 |
| «Чемпион»                                                        | Юджин                                | Принимай меня                     | 2018 |
| «Принимай меня»                                                  | Serghey Grey                         | Принимай меня                     | 2018 |
| «На Доме-2 (ЛОVА ЛОVА)» (совм. с Витей АК)                       | Алексей Голубев                      | без альбома                       | 2018 |
| «Танцуй под Бузову»                                              | Кирилл Дренясов                      | Вот она я                         | 2018 |
| «Эгоистка»                                                       | Елена Хазанова                       | Принимай меня                     | 2019 |
| «Поцелуй на балконе» (Mood Video) (совм. с Лёшей Свиком)         | не указан                            | без альбома                       | 2019 |
| «Очень хорошо»                                                   | Оксана Рассказова                    | без альбома                       | 2019 |
| «Водица»                                                         | Оксана Рассказова                    | Вот она я                         | 2019 |
| «#Лайкер»                                                        | Оксана Рассказова                    | Вот она я                         | 2019 |
| «Я ещё верю» (Mood Video)                                        | не указан                            | План «Б» ТНТ (OST)                | 2019 |
| «Не виновата»                                                    | Оксана Рассказова                    | без альбома                       | 2019 |
| «Мандаринка» (Mood Video) (совм. с DAVA)                         | не указан                            | без альбома                       | 2019 |
| «Мандаринка» (совм. с DAVA)                                      | Александр Романов                    | без альбома                       | 2019 |
| «В огне» (Mood Video)                                            | Тагир Талибов                        | без альбома                       | 2020 |
| «Давай останемся дома»                                           | не указан                            | без альбома                       | 2020 |
| «Сука весна» (Mood Video)                                        | не указан                            | без альбома                       | 2020 |
| «Орбит без сахара»                                               | Алексей Голубев                      | без альбома                       | 2020 |
| «Орбит без сахара» (Mood Video)                                  | Алексей Голубев                      | без альбома                       | 2020 |
| «Mira me bebè» (совм. с Джаро & Ханза)                           | Алексей Голубев                      | без альбома                       | 2020 |
| «Проблема» (Mood Video)                                          | Эльмир Магеррамов и Сергей Беликов   | без альбома                       | 2020 |
| «Ненормальный вайб» (Mood Video)                                 | Тагир Талибов                        | без альбома                       | 2020 |
| «Хейт» (Mood Video)                                              | не указан                            | без альбома                       | 2020 |
| «Снежинки» (совм. с DAVA)                                        | Александр Романов                    | без альбома                       | 2020 |
| «Колбаса»                                                        | Павел Фукс                           | Чумовой Новый год (OST)           | 2020 |
| «Розовые очки» (Mood Video)                                      | Никита Рулёв                         | Вот она я                         | 2021 |
| «Грустный трек» (Mood Video)                                     | Тагир Талибов                        | Вот она я                         | 2021 |
| «АтоМы»                                                          | не указан                            | Принимай меня                     | 2021 |
| «Так сильно» (совм. с Аней Pokrov)                               | Оксана Рассказова                    | без альбома                       | 2021 |
| «Женская доля» (Mood Video)                                      | Тагир Талибов                        | Вот она я                         | 2021 |
| «Без дел»                                                        | Сергей Черкасов                      | Вот она я                         | 2021 |
| «Код любви» (Mood Video)                                         | Никита Рулёв                         | Вот она я                         | 2021 |
| «Выключим рассвет» (Mood Video)                                  | Давид Давтян                         | Вот она я                         | 2021 |
| «Я не знакомлюсь» (Mood Video)                                   | Никита Рулёв                         | Вот она я                         | 2021 |
| «Спойлер» (Mood Video)                                           | Никита Рулёв                         | Вот она я                         | 2021 |
| «Танцы на слезах» (Mood Video)                                   | Никита Рулёв                         | Вот она я                         | 2021 |
| «Игрушка»                                                        | Артём Сотник                         | без альбома                       | 2021 |
| «Не буди во мне зверя»                                           | Тагир Талибов                        | без альбома                       | 2022 |
| «Делать добро» (Mood Video)                                      | не указан                            | без альбома                       | 2022 |
| «Baby Tonight» (Mood Video)                                      | Дмитрий Ледров                       | без альбома                       | 2022 |
| «Михаил» (совм. с Михаилом Галустяном)                           | не указан                            | без альбома                       | 2022 |
| «Антитела»                                                       | Руслан Шели                          | без альбома                       | 2022 |
| «Худи» (Mood Video)                                              | не указан                            | без альбома                       | 2022 |
| «Заплачу»                                                        | Оксана Рассказова и Ольга Савельева  | без альбома                       | 2023 |
| «Верни»                                                          | Алина Верипя                         | без альбома                       | 2023 |
| «Верни» (Romantic Version) (Mood Video)                          | Алина Верипя                         | без альбома                       | 2023 |
| «Позови»                                                         | Алина Верипя                         | без альбома                       | 2023 |
| «НЕОН»                                                           | Оксана Рассказова                    | без альбома                       | 2024 |
| «Гамбит»                                                         | Оксана Рассказова и Даниил Рассказов | без альбома                       | 2024 |
| «Made in Russia»                                                 | Оксана Рассказова и Даниил Рассказов | без альбома                       | 2024 |
| «Такси» (совм. с Олегом Майами)                                  | Man Kaufman                          | без альбома                       | 2024 |
| «Гуляй страна» (совм. с ALEX&RUS)                                | Оксана Рассказова                    | без альбома                       | 2024 |
| «Под звуки поцелуев 2.0» (Mood Video) (совм. с Alex Say)         | не указан                            | без альбома                       | 2025 |
| «Неверная»                                                       | Алина Верипя                         | без альбома                       | 2025 |
| «Страна Аления» (совм. с группой «Дискотека Авария»)             | Евгений Быстров и Александр Шибаев   | без альбома                       | 2025 |
| Участие в видеоклипах у других исполнителей                      |                                      |                                   |      |
| «Я сделаю всё, как ты хочешь» (клип Ирсон Кудиковой)             | не указан                            | не указан                         | 2011 |
| «Фотоальбом» (клип ST1Ma)                                        | Мария Унжакова                       | Мария Унжакова                    | 2011 |
| «День и ночь» (клип МОТа)                                        | Рустам Романов                       | Рустам Романов                    | 2015 |
| «Ну что за дела» (клип Dj Kan’a совм. с Мишей Марвиным и Тимати) | Артемий Лежнёв и Алексей Белов       | Артемий Лежнёв и Алексей Белов    | 2015 |
| «Здорово, великолепно» (клип группы Градусы)                     | Алексей Голубев                      | Алексей Голубев                   | 2017 |
| «Цвет настроения синий» (клип Филиппа Киркорова)                 | Рома Ким                             | Рома Ким                          | 2018 |
| «MAMA AMA RICH…» (клип группы COSMOS girls)                      | Радислав Лукин                       | Радислав Лукин                    | 2018 |
| «Малая» (клип DAVA)                                              | не указан                            | не указан                         | 2020 |
| «Героям посвящается» (клип с другими артистами)                  | не указан                            | не указан                         | 2020 |
| «Журавли» (Cover) (клип DAVA)                                    | не указан                            | не указан                         | 2020 |
| «Расскажи мне» (клип группы Руки Вверх!)                         | Александр Игудин                     | Александр Игудин                  | 2020 |
| «Чёрный бумер» (клип DAVA совм. с Серёгой)                       | Александр Романов                    | Александр Романов                 | 2020 |
| «Химия» (клип Димы Билана)                                       | Элиза Мартиросян                     | Элиза Мартиросян                  | 2020 |
| «Чёрная пантера» (клип Филиппа Киркорова)                        | Заур Засеев и Симон Сапричан         | Заур Засеев и Симон Сапричан      | 2024 |

## Фильмография

### Роли в кино
— главная роль
| Год  |     | Название                     | Роль                                             |
| ---- | --- | ---------------------------- | ------------------------------------------------ |
| 2008 | с   | Универ                       | камео                                            |
| 2012 | с   | Зайцев+1                     | подруга Оли Сауткиной (камео)                    |
| 2015 | ф   | Бармен                       | Вика                                             |
| 2016 | с   | Бедные люди                  | камео                                            |
| 2016 | ф   | Держи удар, детка            | Ира, подруга и однокурсница Светланы Богатырёвой |
| 2017 | ф   | Жги!                         | ведущая телешоу «Зажги!» (камео)                 |
| 2017 | с   | Чернобыль 2. Зона Отчуждения | ведущая программы новостей                       |
| 2018 | ф   | Zомбоящик                    | камео                                            |
| 2019 | с   | 100Янов                      | камео                                            |
| 2020 | с   | Чума!                        | Бузильда                                         |
| 2020 | ф   | Чумовой Новый год!           | ведьма                                           |
| 2021 | с   | СашаТаня                     | клиентка страховой компании (камео)              |
| 2021 | с   | Жена олигарха                | камео                                            |
| 2021 | с   | Евгенич                      | камео                                            |
| 2021 | с   | Универ. 10 лет спустя        | камео                                            |
| 2021 | ф   | Ёлки 8                       | камео                                            |
| 2022 | док | Нулевые                      | камео                                            |
| 2022 | с   | Развод                       | камео                                            |
| 2022 | с   | Девушки с Макаровым          | камео                                            |
| 2022 | ф   | СамоИрония судьбы            | Галя, невеста Жени                               |
| 2023 | ф   | Иван Васильевич меняет всё   | Ольга Андреевна, жена Бунши, соседка Шурика      |
| 2024 | ф   | Звёзды в Сибири              | камео                                            |
| 2025 | ф   | Равиоли Оли                  | камео                                            |

### Дубляж
| Год  |    | Название        | Роль       |
| ---- | -- | --------------- | ---------- |
| 2015 | ф  | Модная штучка   | Кейт       |
| 2021 | мф | 100% волк       | Командир   |
| 2024 | ф  | Дождь из мужчин | Ирис Болье |

## Книги
Стала автором нескольких книг:
| Год  | Тип                             | Название                                        |
| ---- | ------------------------------- | ----------------------------------------------- |
| 2006 | совместно с Романом Третьяковым | «Роман с Бузовой. История самой красивой любви» |
| 2007 | совместно с Романом Третьяковым | «Роман с Бузовой. Любовь online»                |
| 2007 | советы                          | «Дело в шпильке. Советы стильной блондинки»     |
| 2016 | советы по парфюмерии            | «Цена счастья»                                  |

## Компьютерные игры
В 2008 году появилась в качестве ведущей телешоу в игре «Чёрная Метка».

## BuzCoin
4 апреля 2018 года Бузова объявила о создании собственной криптовалюты под названием BuzCoin (BUZ; бузкоин), которая должна была реализовываться в рамках онлайн-проекта Buzar (Бузар). Спустя сутки после старта первого раунда ICO BuzCoin собрал около 40 тыс. долл.
Основателями buzcoin.io считаются Бузова и её директор Арам Арчер. В качестве соучредителей выступили Анжелика Шешунова и Андрей Недобыльский. Автором идеи является эксперт по криптовалютам Ян Койфман. Архитектором программного обеспечения выступил Дмитрий Бородин, а Андрей Сёмин стал координатором ICO.
После запуска проекта BuzCoin находился на стадии PreICO, которая продлилась до 18 мая. Затем планировался запуск самого ICO — 18 июня. Процесс сбора средств должен был продлиться до 16 сентября. Далее должно было начаться распределение монет. Всего планировалось выпустить 210 млн токенов.

## В искусстве
- Упоминается в песне «Танцевать» группы «АнимациЯ»;
- В песне «Хэллоуин» группы «Чайф» упоминается как Ольга Арбузова.